# Finalen av Europamästerskapet i fotboll 1976
Finalen av Europamästerskapet i fotboll 1976 spelades den 20 juni 1976, för att avgöra vem som skulle vinna turneringen. Matchen spelades på Stadion Crvena Zvezda i Belgrad, den 20 juni 1976. Matchen spelades mellan Tjeckoslovakien och Västtyskland.
Efter förlängningen, blev resultatet 2–2, och därmed gick en final i turneringen till final för första till straffsparksavgörande. De första sju straffarna gick i mål, innan Västtysklands fjärde straffskytt, Uli Hoeness, sköt sin boll över ribban. Med ställningen 4–3, steg Antonín Panenka fram för att skjuta Tjeckoslovakiens femte straff, och vann matchen. Västtyske målvakten Sepp Maier dök åt vänster, medan Panenka chippade den mot mitten av nätet. Målet gjorde att en fransk journalist gav Panenka smeknamnet "poet".

## Matchdetaljer
|           | 20 juni 1976 | Tjeckoslovakien                      | 2–2                      | Västtyskland                 | Stadion Crvena Zvezda, Belgrad                  |                                                 |
| 20:15 CET | 20:15 CET    | Švehlík 8′ Dobiaš 25′                | Matchrapport             | Müller 28′ Hölzenbein 89′    | Publik: 30 790 Domare: Sergio Gonella (Italien) | Publik: 30 790 Domare: Sergio Gonella (Italien) |
| 20:15 CET | 20:15 CET    |                                      |                          |                              | Publik: 30 790 Domare: Sergio Gonella (Italien) | Publik: 30 790 Domare: Sergio Gonella (Italien) |
| 20:15 CET | 20:15 CET    | Masný Nehoda Ondruš Jurkemik Panenka | Straffsparksläggning 5–3 | Bonhof Flohe Bongartz Hoeneß | Publik: 30 790 Domare: Sergio Gonella (Italien) | Publik: 30 790 Domare: Sergio Gonella (Italien) |

| Tjeckoslovakien | Västtyskland |

|              |    |                   |     |      |
|              |    |                   |     |      |
| MV           | 1  | Ivo Viktor        |     |      |
| DF           | 2  | Karol Dobiaš      | 55' | 109′ |
| DF           | 3  | Jozef Čapkovič    |     |      |
| DF           | 4  | Anton Ondruš (k)  |     |      |
| DF           | 5  | Ján Pivarník      |     |      |
| DF           | 12 | Koloman Gögh      |     |      |
| MF           | 7  | Antonín Panenka   |     |      |
| MF           | 8  | Jozef Móder       | 59' |      |
| MF           | 17 | Ján Švehlík       |     | 79′  |
| FW           | 10 | Marián Masný      |     |      |
| FW           | 11 | Zdeněk Nehoda     |     |      |
| Avbytare:    |    |                   |     |      |
| DF           | 6  | Ladislav Jurkemik |     | 79′  |
| MF           | 16 | František Veselý  |     | 109′ |
| Tränare:     |    |                   |     |      |
| Václav Ježek |    |                   |     |      |

|              |    |                          |  |     |
|              |    |                          |  |     |
| MV           | 1  | Sepp Maier               |  |     |
| SW           | 5  | Franz Beckenbauer (k)    |  |     |
| CB           | 2  | Berti Vogts              |  |     |
| CB           | 3  | Bernard Dietz            |  |     |
| CB           | 4  | Hans-Georg Schwarzenbeck |  |     |
| CM           | 6  | Herbert Wimmer           |  | 46′ |
| CM           | 7  | Rainer Bonhof            |  |     |
| CM           | 8  | Uli Hoeness              |  |     |
| AM           | 10 | Erich Beer               |  | 80′ |
| CF           | 9  | Dieter Müller            |  |     |
| CF           | 11 | Bernd Hölzenbein         |  |     |
| Avbytare:    |    |                          |  |     |
| MF           | 15 | Heinz Flohe              |  | 46′ |
| MF           | 14 | Hans Bongartz            |  | 80′ |
| Tränare:     |    |                          |  |     |
| Helmut Schön |    |                          |  |     |